# Asthenara
Asthenara is een geslacht van insecten uit de orde vliesvleugeligen (Hymenoptera) en de familie Ichneumonidae.

## Soorten
- A. atrator Kasparyan, 2006
- A. coahuila Kasparyan, 2006
- A. chiapas Kasparyan, 2006
- A. donlonae Gauld, 1997
- A. guerrero Kasparyan, 2006
- A. michoacan Kasparyan, 2006
- A. scabricula (Thomson, 1894)
- A. socia (Holmgren, 1857)